# 夏石镇
夏石镇，是中华人民共和国广西壮族自治区崇左市凭祥市下辖的一个乡镇级行政单位。

## 行政区划
夏石镇下辖以下地区：
夏石社区、浦门村、新鸣村、那楼村、白马村、哨平村、榴利村、丰乐村、夏桐村和板任村。